# اسکوا سایرا
اسکوا سایرا (فنلاندی: Esko Saira؛ زادهٔ ۱۴ ژوئن ۱۹۳۸) ورزشکار دوگانه اهل فنلاند است.